# إدنا فوا
إدنا فوا (بالإنجليزية: Edna Foa) ولدت في عام 1937. هي أستاذة علم النفس الإكلينيكي بجامعة بنسلفانيا، حيث تعمل مديرة مركز علاج ودراسة القلق.
وُلدت فوا لعائلة يهودية وحصلت على شهادة بكالوريوس. كما وحصلت على درجة الدكتوراه في علم النفس والأدب من جامعة بار إيلان عام 1962، والماجستير في علم النفس السريري من جامعة إلينوي عام 1970. وفي نفس العام أكملت درجة الدكتوراه في علم النفس الإكلينيكي والشخصية في جامعة ميسوري.

## وصلة خارجية
- Interview with Prof. Edna Foa on treating PTSD, Haaretz English edition (08.2010)